# 33667 Uttripathii
33667 Uttripathii è un asteroide della fascia principale. Scoperto nel 1999, presenta un'orbita caratterizzata da un semiasse maggiore pari a 3,0349331 UA e da un'eccentricità di 0,1238031, inclinata di 8,48061° rispetto all'eclittica.